# Boubacar Barry
Boubacar Barry (Abidjan, 30 de dezembro de 1979) é um ex-futebolista da Costa do Marfim que atuou como goleiro.

## Carreira
Com passagens pelo ASEC Mimosas, Rennes e KSK Beveren, atuou por 10 anos  no KSC Lokeren.
Estreou pela Seleção Marfinense principal em 2000. Desde então participou do Campeonato Africano das Nações de 2002, 2006, 2008, 2010, 2012, 2013 e 2015, sagrando-se campeão nesta última em que anunciou sua aposentadoria da seleção. Participou também de três Copas do Mundo: 2006, 2010 e 2014.

## Títulos
Lokeren
- Copa da Bélgica (2): 2011-12, 2013-14

Costa do Marfim
- Copa das Nações Africanas: 2015